# ヒラチズガメ
ヒラチズガメ（学名：Graptemys geographica）は、ヌマガメ科チズガメ属に分類されるカメ。チズガメ属の模式種。

## 分布
アメリカ合衆国（アイオワ州、アーカンソー州、アラバマ州北部、インディアナ州、ケンタッキー州、ジョージア州北部、テネシー州、ニューヨーク州、バーモント州、ペンシルベニア州、ミズーリ州）、カナダ（ケベック州南部）
チズガメ属内では本種のみアメリカ合衆国以外にも自然分布する。

## 形態
最大甲長27センチメートル。オスよりもメスの方が大型になり、オスは甲長10-16センチメートル。背甲は扁平。椎甲板にはあまり発達しない筋状の盛り上がり（キール）がある。背甲の色彩は暗黄色や褐色。椎甲板や肋甲板には黄色い網目状の斑紋が入り、縁甲板には同心円状や渦巻き状の斑紋が入る。種小名geographicaは「地図」の意で、背甲の斑紋が地図の等高線のように見えることに由来する。腹甲の色彩は黄色や淡黄色一色。
頭部は中型かやや大型。頭部や四肢の色彩は濃暗黄色や褐色。眼後部には三角形の黄色い斑紋があり、頭部には不規則に筋模様が入りそのうち数本は眼に達する。眼を横切る様に暗色の帯模様が入る。
また腹甲の甲板の継ぎ目（シーム）に沿って暗色斑が入る。成長に伴い背甲の斑紋は不明瞭になり、腹甲の暗色斑は消失する。
オスの背甲が細長く中央より後方で最も幅が広い卵形で、メスの背甲が中央よりもやや後方で最も幅広い楕円形。またオスは頭部が小型な傾向がある。

## 分類
以前はチズガメ属内でも頭部が大型化する種に近縁で原始的な特徴を残した種と考えられていたが、近年は属内で最も初期に分岐した種で本種のみで独立したグループを形成すると考えられている。ミトコンドリアDNAの塩基配列の分子系統学的解析では約8,000,000-6,000,000万年前に分岐したと推定されている。

## 生態
流れの緩やかな河川や湖に生息し、その周辺にある河跡湖、ため池、湾処にも生息する。基底が岩や礫で、流れが緩やかで水深の深い日光浴場所や水中での隠れ家となる倒木が多い環境を好む。成体は水深の深い場所に、小型個体は河川周辺の止水域や水生植物が繁茂した岸辺に生息する。北部個体群は、10-翌4月に水中に溜まった落ち葉や水底の岩や倒木の隙間などで冬眠する。
食性は動物食傾向の強い雑食で、主に貝類を食べるが、昆虫、甲殻類、魚類、動物の死骸、植物質なども食べる。
繁殖形態は卵生。5-7月（主に6月）に1回に9-17個の卵を年に2回に分けて産む。卵は75日で孵化する。孵化した幼体は8-9月に地表に現れるが、地中で越冬し翌年の春季に地表に現れる個体もいる。メスは生後12-14年で性成熟するとされる。

## 人間との関係
ペットとして飼育されることもあり、日本にも輸入されている。